# Gnaphalium roeseri
Gnaphalium roeseri là một loài thực vật có hoa trong họ Cúc. Loài này được Boiss. & Heldr. mô tả khoa học đầu tiên năm 1859.